# منطقه لوس لاگوس
منطقه لوس لاگوس (به اسپانیایی: Los Lagos Region) یک سکونتگاه مسکونی در شیلی است که در شیلی واقع شده‌است.

## خصوصیات
منطقه لوس لاگوس ۷۶۷٬۷۱۴ نفر جمعیت دارد.